# Andreï Kharitonov
 (mai 2022).
Si vous disposez d'ouvrages ou d'articles de référence ou si vous connaissez des sites web de qualité traitant du thème abordé ici, merci de compléter l'article en donnant les références utiles à sa vérifiabilité et en les liant à la section « Notes et références ».
Pour les articles homonymes, voir Kharitonov et Andreï Kharitonov (joueur d'échecs).
Andreï Igorevitch Kharitonov (en russe : Андре́й И́горевич Харито́нов), né le 25 juillet 1959 à Kiev (URSS) et mort le 23 juin 2019 à Moscou (Russie), est un acteur soviétique puis russe de théâtre et cinéma.

## Biographie
Andreï Kharitonov naît le 25 juillet 1959 à Kiev. En 1980, il est diplômé de l’Université nationale Karpenko-Kary et fait la même année ses débuts au cinéma avec le rôle d'Arthur Burton, dans l'adaptation du roman d'Ethel Lilian Voynich, qui le rend populaire. Sa carrière cinématographique compte plus de trente rôles dont les plus remarquables sont dans les films Le Taon (1980), L'Étoile et la mort de Joaquin Murieta (1982), L'Homme invisible (1984), Le Mystère des merles noirs (1983), Le Vent libre (1984), etc.
De 1984 à 1990, il est acteur du théâtre Maly de Moscou. Il y joue entre autres Insarov dans La Veille d'Ivan Tourgueniev, Hippolyte dans Phèdre de Jean Racine, Jadov dans Une place lucrative d'Alexandre Ostrovski, Jerry Ryan dans Deux sur la balançoirede William Gibson. 
En 1991, il passe derrière la caméra et porte à l'écran Soif de passion inspiré par les récits de Valéri Brioussov, avec Anastasia Vertinskaïa, Igor Kostolevsky et Viktor Rakov dans les rôles principaux. Le film reçoit le prix spécial du festival Kinotavr dans la catégorie Cinéma d'auteur de 1991, les prix de la meilleure conception artistique et du meilleur début du réalisateur aux festivals Sozvezdie (1992) et Littérature et cinéma (1995).
Dans la seconde moitié de années 1990, il est directeur de production des programmes de télévision Fabrique de rêves (chaîne ORT), Films souvenirs (chaîne TRO). Il est l'auteur du programme Flash sur la chaîne de télévision Culture. En 2007 - animateur du programme Mise en œuvre sur la chaîne de télévision Star.
Il a travaillé comme graphiste (auteur d'illustrations pour la collection d'histoires mystiques de Tatiana Rassanova, 2003).
En 2005, il a joué le rôle principal dans le film Trotteur d'après le livre de Piotr Chyriaev (dir. Leonide Botchkov). Le film remporte la troisième place à la compétition de longs métrages au XIIIe festival international "EPONA" (France, 2006). En 2007, il a joué dans la série télévisée Juncker réalisée d'après les œuvres d'Alexandre Kouprine (dir. Igor Tchernitski), et dans la série Young Wolfhound réalisée d'après les œuvres de Maria Semionova (dir. Oleg Fomine).
Il meurt le 23 juin 2019 à Moscou d'un cancer de l'estomac. Selon la dernière volonté du défunt, son corps est incinéré et inhumé au cimetière Baïkov.

## Filmographie partielle
- 1980 :  Le Taon (Овод, Ovod) de Nikolaï Machtchenko : Arthur Burton
- 1983 : Le Mystère des merles noirs (Тайна чёрных дроздов, Taïna tchiornykh drozdov) de Vadim Derbeniov : Lance Fortescue
- 1984 : L'Homme invisible (Человек-невидимка, Chelovek-nevidimka) d'Aleksandre Zakharov (ru) : Griffin
- 2000 : Les Romanov : Une famille couronnée (Романовы. Венценосная семья) de Gleb Panfilov : Pierre Gilliard
- 2006 : Young Wolfhound en tant que débiteur.
- 2009 : Le meilleur film 2 :  Gaft.
- 2009 :  Alliance : Denis Kolesnikov.
- 2010 : La Fleur du diable (épisode).
- 2011 : Peuple inutile sur une île : Konstantin Elizarovitch Voljansky.
- 2012 : Le Sous-lieutenant Romachov : Nazansky.

### À la télévision
- 1988 : La Vie de Klim Samguine (Жизнь Клима Самгина) de Viktor Titov : Igor Turoboev